# 王昀
漢山侯王昀（韓語：或，？—？），是高麗國第十三任君主宣宗王運的次子，第十四任君主獻宗王昱是其異母兄長。

## 生平
王昀的生母元信宮主李氏，外祖父是中書令李子淵（韓語：이자연 (고려)）之子門下侍中李頲（韓語：이정 (고려 전기)），有兩位未名夭折的弟弟。
兄長獻宗即位後，在元年（1094年）六月拜為守司徒（韓語：수사도）。後來舅父李資義（韓語：이자의）以獻宗有病體弱密謀奉王昀為高麗國王，但事為鷄林公王熙（即後來的高麗肅宗）所知，命平章事邵台輔（韓語：소태보）平定，殺死李資義，並令獻宗最後禪位給他。
肅宗即位後，立刻將元信宮主和他二人流放到慶源郡，後事不詳。